# Kedundang
Kedundang is een bestuurslaag in het regentschap Kulon Progo van de provincie Jogjakarta, Indonesië. Kedundang telt 2053 inwoners (volkstelling 2010).